# Make My Day
Make My Day/Ti si son – singiel macedońskiego piosenkarza Martin Vučicia napisany przez jego ojca Dragan Vučicia, a także Ognena Nedelkowskiego i Brankę Kosticia oraz promujący drugą płytę studyjną artysty zatytułowaną Put do istine z 2005 roku.
W lutym 2005 roku macedońskojęzyczna wersja utworu („Ti si son”) została ogłoszona jedną z ośmiu propozycji, które zostały zakwalifikowane do krajowych eliminacji eurowizyjnych spośród ponad stu zgłoszeń. 19 lutego numer zajął ostatecznie pierwsze miejsce w finale selekcji po zdobyciu największej liczby 24 punktów w głosowaniu jurorów, telewidzów i publiczności zgromadzonej w Universal Hall, dzięki czemu został wybrany na propozycję reprezentującą Macedonię w 50. Konkursie Piosenki Eurowizji organizowanym w Kijowie. Piosenka zdobyła 14 punktów od publiczności (570 głosów), 10 od jurorów i 0 od publiczności (9 370 głosów).
Po finale selekcji piosenka została przetłumaczona na język angielski (jako „Make My Day”). 19 maja Vučić zaprezentował ją w półfinale widowiska i z dziewiątego miejsca awansował do finału, w którym zajął ostatecznie siedemnaste miejsce ze 52 punktami na koncie.

## Lista utworów
CD single
1. „Make My Day”